# Parc national Namaqua
Le parc national Namaqua est un parc national sud-africain situé dans le Namaqualand. Créé en 2001, il couvre 1 368,18 km2.

### Articles connexes

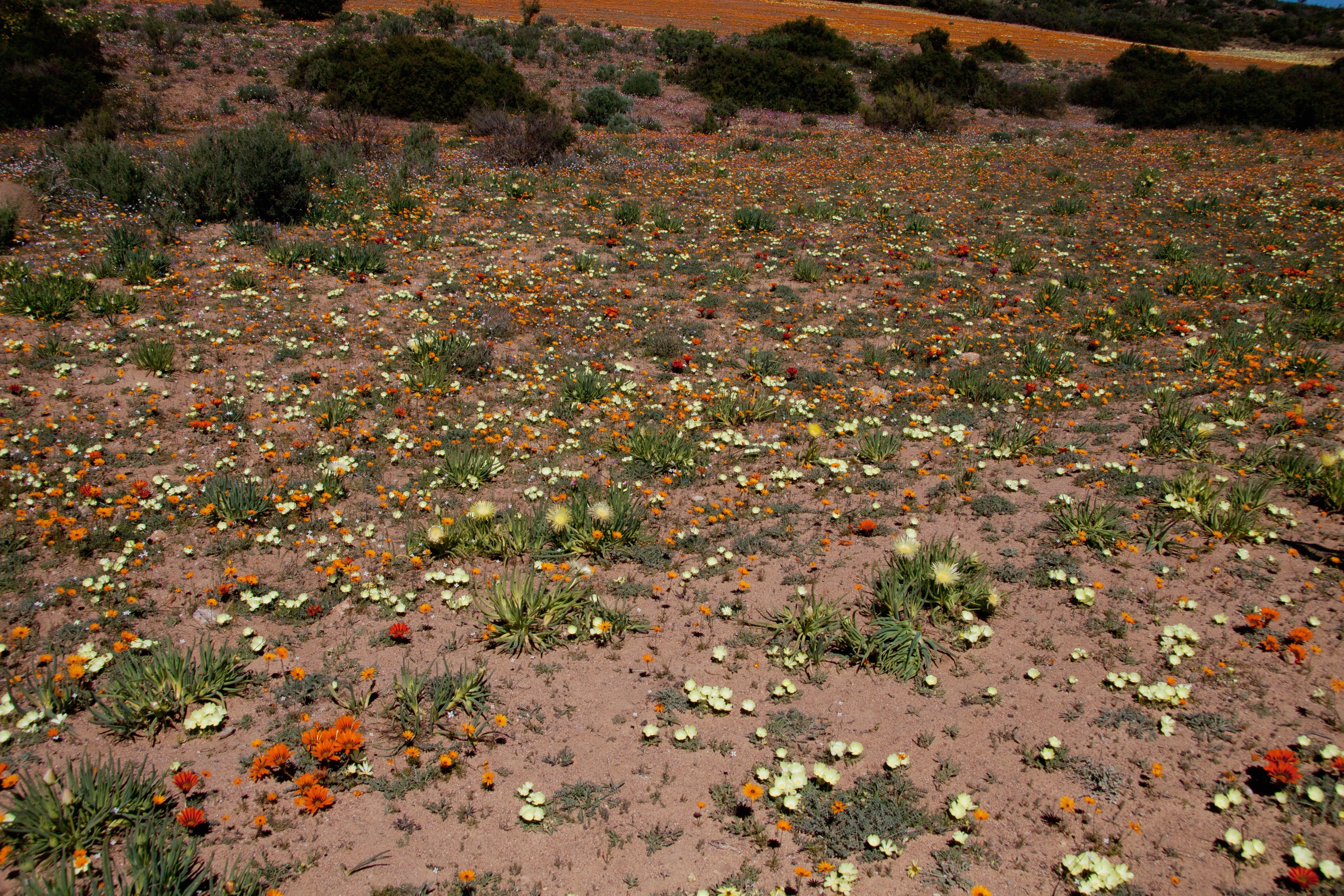
Fleurs dans le parc national Namaqua
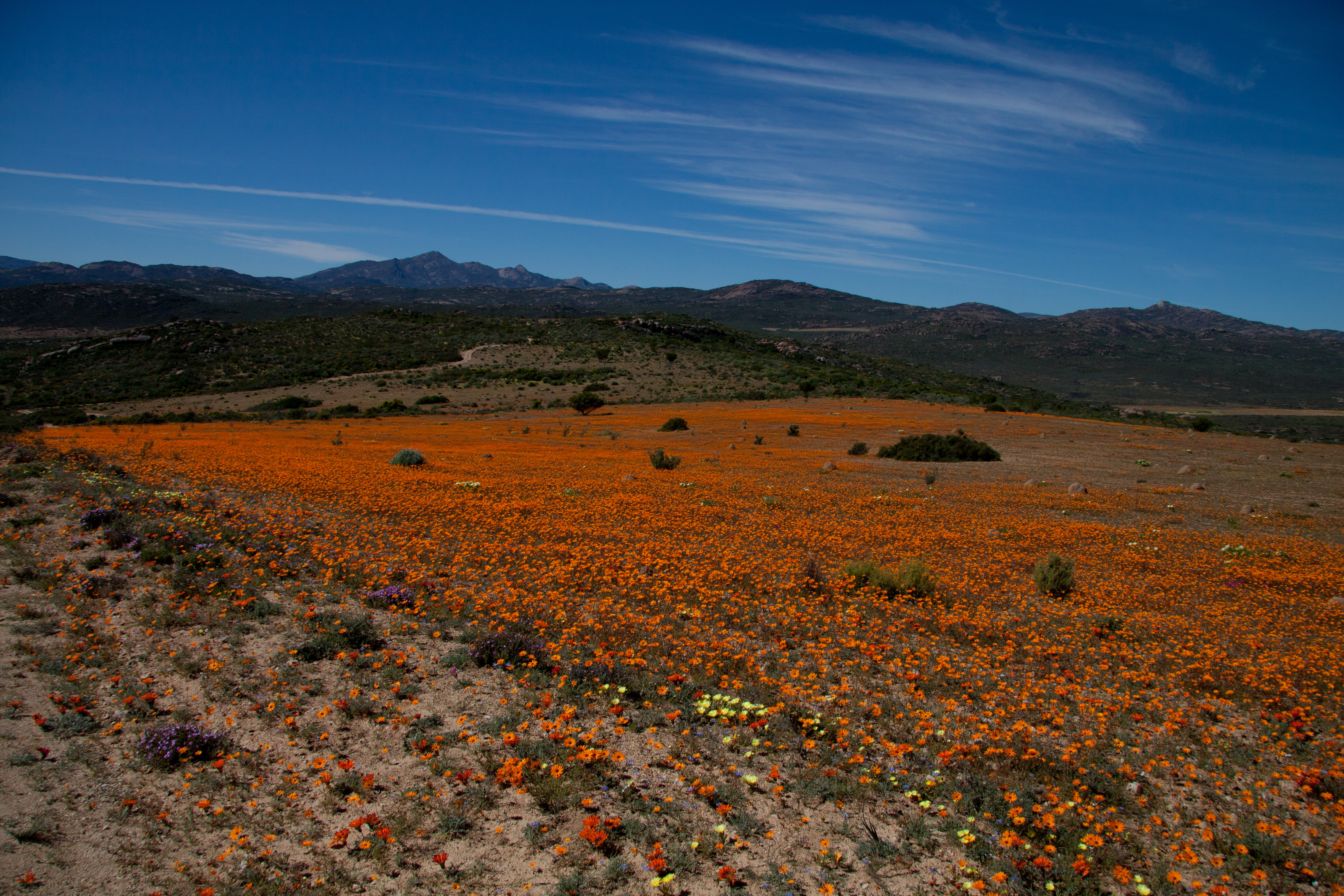
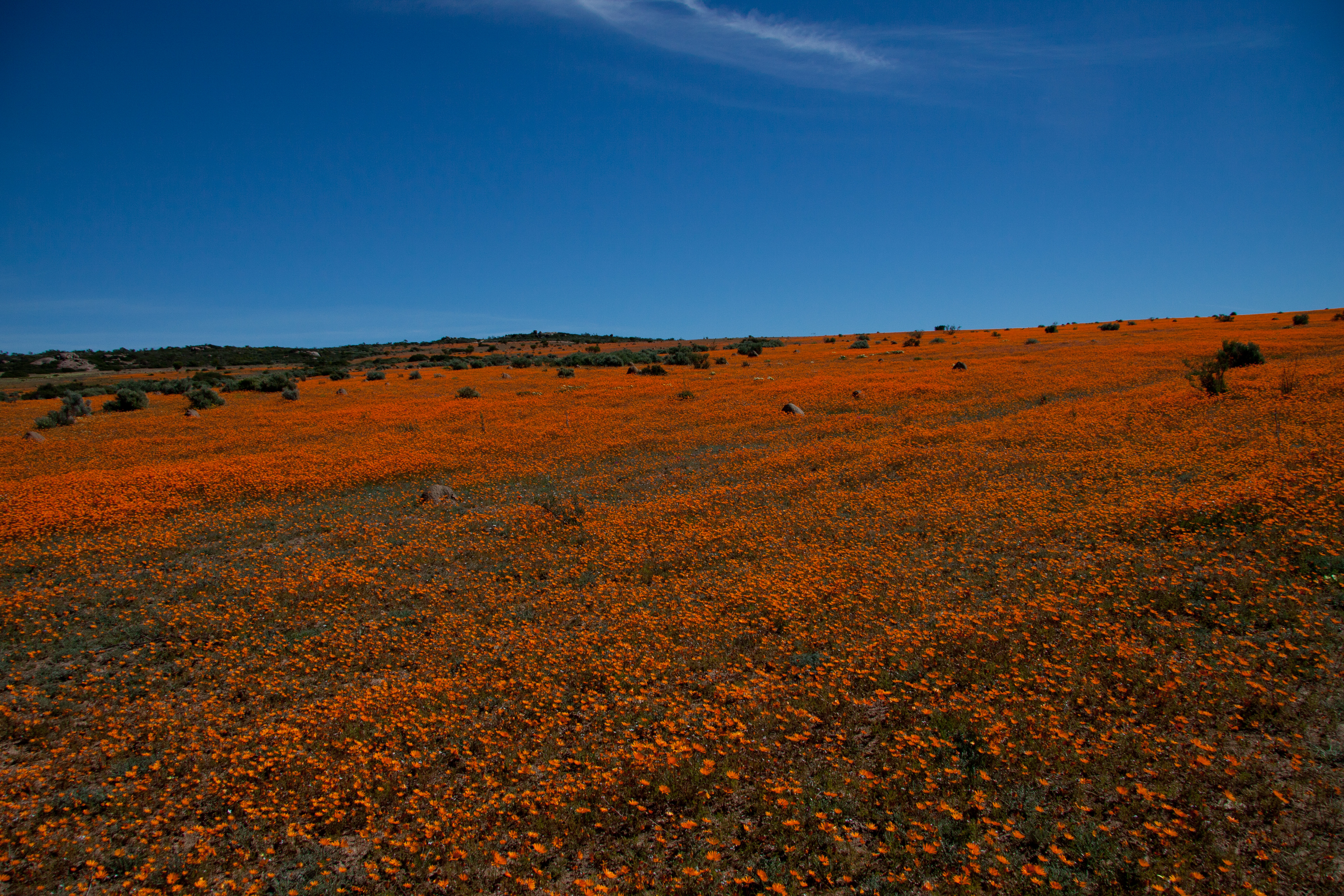